# شاپرکان بال‌شیشه‌ای
شاپرکان بال‌شیشه‌ای (نام علمی: Sesiidae) نام یک تیره از بالاخانواده بال‌شیشه‌واران است.